# No Sleep at All
A No Sleep at All album a brit Motörhead zenekar 1988-ban kiadott második hivatalos koncertlemeze.

## Története
Hét évvel és négy újabb stúdióalbummal az 1981-ben listavezető No Sleep ’til Hammersmith album után jelent meg a Motörhead második hivatalos koncertlemeze. Klasszikus elődjétől eltérően a No Sleep at All nagyon gyenge eladási eredményeket produkált. Mindössze egyetlen hétig szerepelt a lemezeladási listán, a 79. helyen.
A zenekar eredetileg az 1987 decemberében a Brixton Academy épületében tartott koncertet szánta a No Sleep at All albumra, de végül egy másik koncert hanganyaga, az 1988. július 2-i finn Giants of Rock fesztiválon rögzített fellépés került kiadásra. (A Brixton-koncertet 1994-ben adta ki a Roadrunner Records Live at Brixton '87 címmel.)
A No Sleep at All görög kiadásához egy limitált példányszámú ingyenes kislemezt is csomagoltak, amelyen az 1988. március 12-i athéni koncertről hallható két dal: az Acropolisként felkonferált "Metropolis" és a nagylemezen nem szereplő "Orgasmatron".

## Az album dalai
Az 1988-as eredeti CD változat tartalmazza a bakelitlemezen nem szereplő "Stay Clean" és "Metropolis" dalokat is. Az 1997-es újrakiadáson ezek bónusz felvételként a lemez végén kaptak helyet.

### Eredeti CD kiadás
1. "Dr Rock" [Live] – 3:17
2. "Stay Clean" [Live] – 2:37
3. "Traitor" [Live] – 2:40
4. "Metropolis" [Live] – 3:18
5. "Dogs" [Live] – 3:24
6. "Ace of Spades" [Live] –	2:51
7. "Eat the Rich" [Live] – 4:34
8. "Built for Speed" [Live] – 4:56
9. "Deaf Forever" [Live] – 4:02
10. "Just 'cos You Got the Power" [Live] – 7:28
11. "Killed by Death" [Live] – 5:58
12. "Overkill" [Live] – 6:34

### Eredeti LP kiadás
Első oldal
1. "Dr Rock" [Live] – 3:17
2. "Traitor" [Live] – 2:40
3. "Dogs" [Live] – 3:24
4. "Ace of Spades" [Live] – 2:51
5. "Eat the Rich" [Live] – 4:34
6. "Built for Speed" [Live] – 4:56

Második oldal
1. "Deaf Forever" [Live] – 4:02
2. "Just 'cos You Got the Power" [Live] – 7:28
3. "Killed by Death" [Live] – 5:58
4. "Overkill" [Live] – 6:34

### Bónusz felvételek az 1997-es újrakiadáson
1. "Stay Clean" [Live] – 2:37
2. "Metropolis" [Live] – 3:16

## Közreműködők
- Ian 'Lemmy' Kilmister – basszusgitár, ének
- Phil Campbell – gitár, háttérvokál
- Mike 'Würzel' Burston – gitár, háttérvokál
- Phil 'Philthy Animal' Taylor – dobok